# 国鉄8250形蒸気機関車
8250形は、かつて日本国有鉄道の前身である鉄道院・鉄道省に在籍したテンダ式蒸気機関車である。

## 概要
元は、1903年（明治36年）8月にアメリカのボールドウィン社で1両（製造番号21545）を製造した、車軸配置2-6-0(1C)、ヴォークレイン4気筒複式の飽和式テンダ機関車で、メーカーにおける種別呼称は、8-20/38Dである。同年、大阪で開催された第5回内国勧業博覧会に出品されたものを、山陽鉄道が購入した。山陽鉄道では、22形（112）と称したが、1906年（明治39年）に国有化され、1909年（明治42年）の鉄道院の車両形式称号規程制定により8250形（8250）と改称された。
形態は典型的なアメリカ古典形で、ボイラーはワゴントップ型、火室上に蒸気ドームが、第2缶胴上に砂箱が設けられていた。また、煙室の側面から端梁にはブレース（支柱）が渡されている。炭水車は3軸で、後位側が2軸ボギー台車とされた、片ボギー式である。製造時から電灯による前照灯を有しており、前照灯と煙突の間に蒸気タービン式の発電機を装備していた。これは、日本初のものである。また「火夫いらず」と俗称された、「ディ・キンカイド式機関車用ストーカー」を装備していた。これも日本最初のものである。この機関車は、動輪径こそやや小さい1270mmであるが、固定軸距、重量、牽引力とも山陽鉄道最大級の機関車であった。
本形式の最大の特徴は、試験的に装備されたと推定されるヴァンダビルト・コルゲイテッド火室(Vanderbilt Corrugated Firebox)にある。この火室は円筒形状をしており、構成材に波状鋼板（コルゲート板）を用いて補強し、内火室を支えるステイを極小にした特殊なボイラーで、日本では唯一のものである。1899年（明治32年）から翌年にかけて、アメリカのニューヨーク・セントラル鉄道で10両程度が試用され、他に2・3の会社が追随したものである。しかし、この類の試作品の例にもれず持て余され、1914年（大正3年）に鷹取工場で通常型の火室、台枠に改造されたが、1918年（大正7年）には使用停止となり、翌1919年（大正8年）に廃車となった。最終の配置は、下関であった。

## 主要諸元
改造前の諸元を示す。
- 全長 : 14,547mm
- 全高 : 3,816mm
- 全幅 : 2,737mm
- 軌間 : 1,067mm
- 軸配置 : 2-6-0(1C)
- 動輪直径 : 1,270mm
- 弁装置 : スチーブンソン式アメリカ型
- シリンダー（直径×行程） : 330mm×610mm・559mm×610mm
- ボイラー圧力 : 13.4kg/cm2
- 火格子面積 : 1.95m2
- 全伝熱面積 : 110.5m2
  - 煙管蒸発伝熱面積 : 105.7m2
  - 火室蒸発伝熱面積 : 4.7m2
- ボイラー水容量 : 4.2m3
- 小煙管（直径×長サ×数） : 41.3mm×3,086mm×276本
- 機関車運転整備重量 : 49.19t
- 機関車動輪上重量（運転整備時） : 40.58t
- 機関車動輪軸重（第1動輪上） : 13.93t
- 炭水車重量（運転整備） : 26.25t
- 水タンク容量 : 10.67m3
- 燃料積載量 : 2.46t